# Ciudad-condado de la República de China
Una ciudad-condado, ciudad-municipio, ciudad municipal, ciudad administrada por el condado, ciudad bajo la jurisdicción de condado (en chino tradicional, 縣轄市; pinyin, xiànxiáshì) es una división administrativa de segundo nivel de la República de China (Taiwán) que se sitúa, en la estructura político-administrativa, por debajo del condado, un organismo de primer nivel. La ciudad-condado está formada por pueblos urbanos (en chino tradicional, 里; pinyin, lǐ), estos mismos compuestos por barrios (en chino tradicional, 鄰; pinyin, lín).
Hay 17 ciudades-condado actualmente. Para ser postulada como ciudad-condado esta debe tener una población entre 150 000 a 500 000 habitantes y tener altos índices de industria, comercio, economía e infraestructura.
El criterio de la población era originalmente de 50 000 en la década de 1940, pero se elevó a 100 000 en 1959, y nuevamente en 1977 hasta el nivel actual.
En un primer momento, a finales de enero de 1946, sólo había dos ciudades-condado: Hualien y Yilan, que eran ambas ciudades prefectura (州 轄市) bajo el dominio japonés. Actualmente el condado de Chiayi (嘉義縣) tiene la mayoría de las ciudades condado del país.

## Tabla de ciudades-condado
| Español  | Chino  | Wade–Giles   | Pinyin   | Hanyu Pinyin | Pe̍h-ōe-jī  | Pha̍k-fa-sṳ | Condado  | Fundada    |
| -------- | ------ | ------------ | -------- | ------------ | ---------- | ---------- | -------- | ---------- |
| Changhua | 彰化市 | Chang¹-hua⁴  | Jhanghuà | Zhānghuà     | Chiong-hòa | Chông-fa   | Changhua | 1951-12-01 |
| Douliu   | 斗六市 | Tou³-liu⁴    | Dǒuliòu  | Dǒuliù       | Táu-la̍k    | Téu-liuk   | Yunlin   | 1981-12-25 |
| Hualien  | 花蓮市 | Hua¹-lien²   | Hualián  | Huālián      | Hoa-liân   | Fâ-lièn    | Hualien  | 1946-01-16 |
| Magong   | 馬公市 | Ma³-kung¹    | Mǎgong   | Mǎgōng       | Má-keng    | Mâ-kûng    | Penghu   | 1981-12-25 |
| Miaoli   | 苗栗市 | Miao²-li⁴    | Miáolì   | Miáolì       | Biâu-le̍k   | Mèu-li̍t    | Miaoli   | 1981-12-25 |
| Nantou   | 南投市 | Nan²-t'ou²   | Nántóu   | Nántóu       | Lâm-tâu    | Nàm-thèu   | Nantou   | 1981-12-25 |
| Pingtung | 屏東市 | P'ing²-tung¹ | Píngdong | Píngdōng     | Pîn-tong   | Phìn-tûng  | Pingtung | 1951-12-01 |
| Puzi     | 朴子市 | P'u¹-tzu³    | Puzǐh    | Pūzǐ         | Phò-chú    | Phú-chṳ́    | Chiayi   | 1992-09-10 |
| Taibao   | 太保市 | T'ai⁴-pao³   | Tàibǎo   | Tàibǎo       | Thài-pó    | Thai-pó    | Chiayi   | 1991-07-01 |
| Taitung  | 臺東市 | T'ai²-tung¹  | Táidong  | Táidōng      | Tâi-tang   | Thòi-tûng  | Taitung  | 1976-01-01 |
| Yilan    | 宜蘭市 | I²-lan²      | Yílán    | Yílán        | Gî-lân     | Ngì-làn    | Yilan    | 1946-01-16 |
| Zhubei   | 竹北市 | Chu²-pei³    | Jhúběi   | Zhúběi       | Tek-pak    | Tsuk-pet   | Hsinchu  | 1988-10-31 |